# Bilari
Bilari ist eine Stadt im indischen Bundesstaat Uttar Pradesh.
Die Stadt ist Teil des Distrikts Moradabad. Bilari hat den Status eines Nagar Palika Parishad. Die Stadt ist in 25 Wards gegliedert. Sie hatte am Stichtag der Volkszählung 2011 insgesamt 37.567 Einwohner, von denen 19.747 Männer und 17.820 Frauen waren. Muslime bilden mit einem Anteil von über 54 % die größte Gruppe der Bevölkerung in der Stadt gefolgt von Hindus mit über 44 %. Die Alphabetisierungsrate lag 2011 bei 57,84 %.